# Copa do Presidente da Coreia do Sul de 1979
A Copa do Presidente da Coreia do Sul de 1979 foi a nona edição do torneio e foi vencida pelo Vitória Futebol Clube. 

## Fase de Grupos

### Grupo A
| Time          | J | V | E | D | GP | GC | S   | Pts |
| ------------- | - | - | - | - | -- | -- | --- | --- |
| Coreia do Sul | 4 | 4 | 0 | 0 | 28 | 1  | +27 | 8   |
| Bahrein       | 4 | 3 | 0 | 1 | 5  | 5  | 0   | 6   |
| Sudão         | 4 | 2 | 0 | 2 | 5  | 10 | −5  | 4   |
| Bangladesh    | 4 | 1 | 0 | 3 | 4  | 16 | −12 | 2   |
| Sri Lanka     | 4 | 0 | 0 | 4 | 1  | 11 | −10 | 0   |

| 8 de setembro de 1979 | Coreia do Sul | 8 - 0 | Sudão | Seoul Stadium, Seul |
| 15:30 (UTC+9)         | Park Seong-Hwa 2', 12' · Shin Hyun-Ho 3', 88' · Muktari 8' · Huh Jung-Moo 22' · Cho Kwang-Rae 32' · Yoo Gun-Soo 74' |       |       |                     |

| 8 de setembro de 1979 | Bahrein                  | 2 - 0 | Bangladesh | Seoul Stadium, Seul |
| 17:15 (UTC+9)         | Juchaid 29' · Sultan 62' |       |            |                     |

| 10 de setembro de 1979 | Sudão                              | 4 - 1 | Bangladesh     | Seoul Stadium, Seul |
| 14:00 (UTC+9)          | Mohamedin 7', 64' · Elsid 63', 85' |       | Asirahudin 66' |                     |

| 10 de setembro de 1979 | Bahrein       | 1 - 0 | Sri Lanka | Seoul Stadium, Seul |
| 15:45 (UTC +9)         | Dosanghud 18' |       |           |                     |

| 12 de setembro de 1979 | Sudão | 0 - 1 | Bahrein    | Daegu Civil Stadium, Daegu |
| 17:00 (UTC +9)         |       |       | Hassan 27' |                            |

| 12 de setembro de 1979 | Coreia do Sul                                                                                     | 6 - 0 | Sri Lanka | Daegu Civil Stadium, Daegu |
| 17:00 (UTC +9)         | Huh Jung-Moo 27' · Shin Hyun-Ho 36', 40' · Lee Jang-Soo 64' · Yoo Gun-Soo 71' · Lee Young-Moo 87' |       |           |                            |

| 14 de setembro de 1979 | Bangladesh | 3 - 1 | Sri Lanka | Cheongju Stadium, Cheongju |
| 14:00 (UTC +9)         |            |       |           |                            |

| 14 de setembro de 1979 | Coreia do Sul                                                                      | 5 - 1 | Bahrein   | Cheongju Stadium, Cheongju |
| 15:45 (UTC +9)         | Park Seong-Hwa 20seg' · Lee Young-Moo 7', 77' · Lee Jang-Soo 84' · Lee jang-Il 89' |       | Karil 57' |                            |

| 16 de setembro de 1979 | Sudão     | 1 - 0 | Sri Lanka | Incheon Civil Stadium, Incheon |
| 14:00 (UTC+9)          | Abryu 71' |       |           |                                |

| 16 de setembro de 1979 | Coreia do Sul                                                                                           | 9 - 0 | Bangladesh | Incheon Civil Stadium, Incheon |
| 15:45 (UTC +9)         | Hun Jung-Moo 50', 56', 83' · Park Seong-Hwa 52', 55' · Cho Kwang-Rae 60', 78', 89' · Park Chang-Sun 88' |       |            |                                |

### Grupo B
| Time            | J | V | E | D | GP | GC | S   | Pts |
| --------------- | - | - | - | - | -- | -- | --- | --- |
| Vitória         | 4 | 4 | 0 | 0 | 16 | 2  | +14 | 8   |
| Coreia do Sul B | 4 | 3 | 0 | 1 | 8  | 2  | +6  | 6   |
| Tailândia       | 4 | 1 | 1 | 2 | 3  | 9  | −6  | 3   |
| Malásia B       | 4 | 1 | 1 | 2 | 4  | 12 | −8  | 3   |
| Indonésia       | 4 | 0 | 0 | 4 | 4  | 10 | −6  | 0   |

| 9 de setembro de 1979 | Tailândia                   | 2 - 0 | Indonésia | Seoul Stadium, Seul |
| 14:00 (UTC +9)        | Phongtai 60' · Tongtaum 73' |       |           |                     |

| 9 de setembro de 1979 | Coreia do Sul B  | 1 - 2 | Vitória                   | Seoul Stadium, Seul |
| 15:45 (UTC +9)        | Cho Kwan-Sub 55' |       | Francisco 25' · Naldo 54' |                     |

| 11 de setembro de 1979 | Vitória                               | 3 - 1 | Indonésia  | Seoul Stadium, Seul |
| 14:00 (UTC +9)         | Naldo 2' · Mazini 10' · Francisco 55' |       | Smarno 87' |                     |

| 11 de setembro de 1979 | Tailândia    | 1 - 1 | Malásia B | Seoul Stadium, Seul |
| 14:00 (UTC +9)         | Juasuwun 17' |       | Ismail 9' |                     |

| 13 de setembro de 1979 | Vitória                                                 | 6 - 0 | Tailândia | Busan Gudeok Stadium, Busan |
| 17:00 (UTC +9)         | Yowadir 19' · Francisco 32', 40', 63' · Isaras 50', 88' |       |           |                             |

| 13 de setembro de 1979 | Coreia do Sul B                                                               | 4 - 0 | Malásia B | Busan Gudeok Stadium, Busan |
| 18:45 (UTC +9)         | Lee Kang-Min 30' · Song Dae-Sung 44' · Park Hang-Seo 55' · Choi Jong-Geol 58' |       |           |                             |

| 15 de setembro de 1979 | Vitória | 5 - 0 | Malásia B | Gwangju Stadium, Gwangju |
| 14:00 (UTC +9)         |         |       |           |                          |

| 15 de setembro de 1979 | Coreia do Sul B | 2 - 0 | Indonésia | Gwangju Stadium, Gwangju |
| 15:45 (UTC +9)         |                 |       |           |                          |

| 17 de setembro de 1979 | Indonésia                | 2 - 3 | Malásia B                   | Seoul Stadium, Seul |
| 17:00 (UTC +9)         | Murianto 9' · Suafri 48' |       | Ismail 22', 35' · Junit 29' |                     |

| 17 de setembro de 1979 | Coreia do Sul B   | 1 - 0 | Tailândia | Seoul Stadium, Seoul |
| 18:45 (UTC +9)         | Chung Yong-An 18' |       |           |                      |

## Mata-Mata
|  | Semifinais            | Semifinais            |   |                       | Final                 | Final |  |
|  |                       |                       |   |                       |                       |       |  |
|  | 19 de setembro - Seul |                       |   |                       |                       |       |  |
|  | Coreia do Sul         | 4                     |   |                       |                       |       |  |
|  | Coreia do Sul B       | 1                     |   |                       |                       |       |  |
|  |                       |                       |   |                       |                       |       |  |
|  |                       |                       |   |                       | 21 de setembro - Seul |       |  |
|  |                       |                       |   |                       | Coreia do Sul         | 1     |  |
|  |                       | Vitória               | 2 |                       |                       |       |  |
|  |                       |                       |   |                       |                       |       |  |
|  |                       |                       |   |                       |                       |       |  |
|  |                       |                       |   |                       | Terceiro lugar        |       |  |
|  | 19 de setembro - Seul | 19 de setembro - Seul |   | 21 de setembro - Seul | 21 de setembro - Seul |       |  |
|  | Vitória (pen)         | 2 (5)                 |   | Coreia do Sul B       | 0                     |       |  |
|  | Bahrein               | 2 (4)                 |   |                       | Bahrein               | 1     |  |

### Semifinais
| 19 de setembro de 1979 | Vitória                | 2 - 2 (Pro.) | Bahrein              | Seoul Stadium, Seul |
| 16:00 (UTC +9)         | Isaras 18' · Naldo 25' |              | Ahmed 69' · Huad 81' |                     |

|  |       | Penalidades |
|  | 5 - 4 |             |

| 19 de setembro de 1979 | Coreia do Sul                                  | 4 - 1 | Coreia do Sul B   | Seoul Stadium, Seul |
| 17:45 (UTC +9)         | Cho Kwang-Rae 52', 75' · Huh Jung-Moo 64', 89' |       | Park Hang-Seo 31' |                     |

### Decisão do 3º Lugar
| 21 de setembro de 1979 | Coreia do Sul B | 0 - 1 | Bahrein  | Seoul Stadium, Seul |
| 16:00 (UTC +9)         |                 |       | Tuar 42' |                     |

### Final
| 21 de setembro de 1979 | Coreia do Sul     | 1 - 2 | Vitória                 | Seoul Stadium, Seul |
| 17:45 (UTC +9)         | Cho Kwang-Rae 26' |       | Castro 19' · Joadir 31' |                     |

## Campeão
| Korea Cup 1979     |
| ------------------ |
| Vitória FC CAMPEÃO |